# آریابیگنه

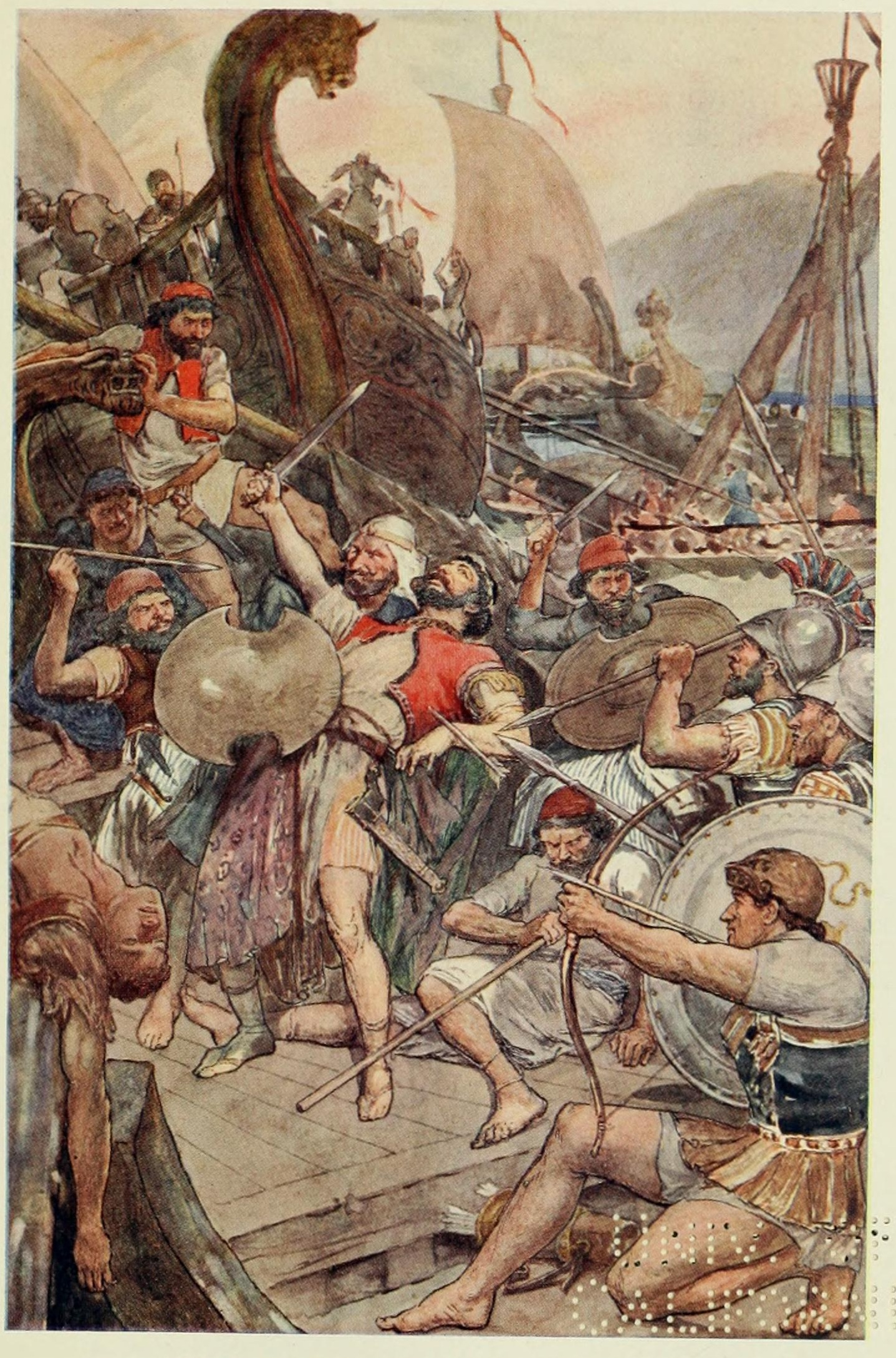
نقاشی صحنه مرگ آریابیگنه در جنگ سالامیس

دریاسالار آریابیگنه (یونانی:آریابگنس ARIABIGNES)، شاهزاده هخامنشی و یکی از پسران داریوش بزرگ بود. مادرش، دختر گئوبره (یونانی: گوبریاس)، دختر یکی از هفت نجیب‌زاده پارسی بود که بردیای دروغین را سرنگون کرد، بود. نام او متشکل از دو قسمت فارسی باستان arya و bigna است که احتمالاً دلالت بر «هدیه آریایی‌ها (ایرانی‌ها)» دارد. او قبل از خشایارشای یکم، جانشین داریوش، به دنیا آمد و یکی از چهار دریاسالار نیروی دریایی ارتش خشایارشا شد. او ناوگان ایونی (Ionian) و کاریان (Carian) را در ۴۸۰ پ.م رهبری کرد و به همراه بسیاری از اشراف‌زادگان مادی و پارسی، در جنگ سالامیس، کشته شد. پلوتارک، اشتباهاً او را آریامنس (Ariamenes) خوانده است. همچنین پلوتارک شجاعت و مرگ قهرمانانه او را در جنگ سالامیس، توصیف کرده است.